# Moudjbar
Moudjbar (orthographiée également Medjebar ou Moudjebeur) est une commune de la wilaya de Médéa en Algérie.

## Géographie
La commune est située dans le piémont sud de Tell central algérien à environ 136 km au sud d'Alger et à 58 km au sud de Médéa et à 39 km au sud de Berrouaghia et à 9 km au nord de Ksar el Boukhari.
|        | Zoubiria                  |           |
| Boghar | Moudjebar                 | Seghouane |
|        | M'Fatha, Ksar El Boukhari |           |